# Oxyethira minima
Oxyethira minima är en nattsländeart som först beskrevs av Douglas E. Kimmins 1951.  Oxyethira minima ingår i släktet Oxyethira och familjen smånattsländor. Inga underarter finns listade i Catalogue of Life.